# 桂香村
桂香村是中華人民共和國一家食品企業，生產月餅等點心。最初於清朝乾隆四十年（1775年）在蘇州創立。1911年，常州人（一說安徽人）汪榮清將桂香村搬遷至北京的前門外觀音寺街。一說桂香村原為稻香村，1911年由汪榮清接手，1916年桂花村開設，但依舊依附於稻香村。1925年，桂花村從稻香村獨立。稻香村後來關閉。桂香村於1993年和2007年兩次被評為中華老字號。